# 库奥尔涅
库奥尔涅（義大利語：Cuorgnè），是意大利北部皮埃蒙特大区都靈廣域市的一个市镇。总面积19.4平方公里，总人口10141，人口密度522.7人/平方公里（2010年12月31日）。